# Paula Sémer
Paula Sémer (9 de abril de 1925 - 1 de junho de 2021) foi uma actriz e política belga. Membro do Socialistische Partij, serviu no Senado da Bélgica de 1995 a 1999.

## Distinções
- Comendador da Ordem da Coroa
- Oficial da Ordem de Leopoldo